# 北大树洞
北大树洞是由北京大学青年研究中心负责运营的校园匿名交流社区，服务对象为北京大学在校师生及职工。平台旨在促进情感表达、信息共享与互助支持，用户需通过北京大学统一身份认证系统（IAAA）实名登录，但在平台内保持匿名发言。校友不具备访问权限。

## 历史沿革

### P大树洞（2014年－2023年）
北大树洞的前身为“P大树洞”（P为北京大学英文名「Peking University」的首字母），是应用程序PKU Helper的一部分，该应用程序最初设立于2014年，由北京大学法学院2012级本科生熊典开发，初衷是为了解决学校官网未适配移动设备的问题，并为校内师生提供移动端课表查询、网关连接等基础服务。
2014年3月，含有P大树洞功能的PKU Helper上线，仅首日即获得1500余次下载，并迅速在北大师生中传播开来。
最初的Helper仅有iOS版本，开发、设计工作全部由熊典一人完成。后续由信息科学技术学院2012级本科生陈章加入，推出Android版本，开发逐步转为团队协作。自2015年6月起，平台运营团队正式接受北大网教办指导，P大树洞在舆论方面开始接受校方监督。2016年，校方将原属非官方的Helper系统及树洞“收编”，数据迁入计算中心服务器，从而赋予其官方性质。
2015年8月，应用获得全国大学生计算机设计大赛一等奖；同年12月，团队被评为“北大网络新青年”。2016年6月，创始人熊典宣布将PKU Helper的著作权无偿捐赠给北京大学，项目因此荣获学校首个“校园网络文化建设星火成果奖”。
截至2017年5月，P大树洞日活跃用户超过17,000人。
2019年，信息科学技术学院2018级本科生肖元安开发网页版树洞，并于同年3月纳入Helper体系，使用北大官方域名。此后，青年研究中心与Helper团队联合监管树洞内容。
2020年11月，北京大学青年研究中心正式全面接管树洞平台。2022年，国家互联网信息办公室开始指导树洞内容管理。2023年1月7日，原“P大树洞”关闭，新平台“北大树洞”正式上线。

### 北大树洞（2023年至今）
“北大树洞”于2023年1月7日上线，作为P大树洞的继任平台，采用更严格的实名验证机制，仅限在校学生与教职工访问。旧平台链接（pkuhelper.pku.edu.cn）于2023年3月停止服务。
根据2023年1月的报道，改版后，原本由学生开发并管理的树洞平台，开始受到校方的实际控制。青年研究中心以“保护学生”的名义，对平台内的内容进行严格审查，删除了大量敏感信息，且审查尺度逐渐扩大。这一变化引发了不少学生的不满，认为青研中心是在维护校方利益。
截止至2025年4月，树洞发帖数量已突破700万条。

## 功能与特点
北大树洞为用户提供匿名发帖、评论、点赞、举报等功能，涵盖情感倾诉、学业交流、校园生活等话题。平台采用分层加密机制保护用户隐私，发帖人的学号在数据库中以加密形式保存。
据开发成员林海芃介绍，树洞数据由“加密数据库”和“解密密钥”两部分组成，二者分开保管。即使是核心开发人员，也无法单独识别发帖人身份，确保系统在合法情况下才能进行解密。只有在学生心理危机等极端情况下，经由心理中心、青年研究中心与开发组多方配合，才可能解密身份信息。有观点指出，北大树洞等匿名平台参考了非对称加密的评论机制，例如通过发帖者公钥加密评论，确保只有其本人可阅读内容，从而增强了隐私性。
2016年4月，校园网络中流传关于“PKU Helper数据泄露、树洞假匿名”的传言，引发学生担忧。当晚，开发团队紧急召开会议并通宵处理。次日凌晨，发布两个版本的澄清声明（技术版与通俗版），对质疑作出回应。事件中所涉及的安全漏洞被证实由“白帽黑客”发现并未被恶意利用，平台随后完成了后端系统的安全重构。
另据开发者回忆，树洞“是否真正匿名”曾引发讨论，但其设计机制确保即使核心人员也无法直接查看发帖人实名信息，这一制度设计旨在平衡隐私保护与校园安全。
随着校方接管，树洞的匿名性问题一直是学生讨论的焦点。
2024年12月30日，北大树洞系统更新，新增自定义屏蔽词、举报管理、关注贴文分组等功能，并发布《北大树洞服务协议》《北大树洞管理规范》《树洞黄页》等文件以规范平台运营。

## 管理与规范
北大树洞由北京大学青年研究中心负责管理，运营遵循《中华人民共和国民法典》《中华人民共和国网络安全法》等法律法规，并制定了《北大树洞服务协议》。平台设有内容审核机制，用户可举报不当信息，由管理员依据《北大树洞管理规范》进行处理。

## 影响与评价
北大树洞在北大学生群体中具有广泛影响力，是继未名BBS之后的重要校园网络社区。平台聚合情绪表达、信息互助与话题交流等功能，成为许多学生“睡前必刷”的匿名空间。
尽管匿名机制带来了表达自由，也伴随内容审核的挑战，但平台持续优化审核流程与用户体验。用户反馈显示对如“颜色球”评分、课程测评整合等创新设计反响积极。
在2019年高考后的招生过程中，北大在河南省的“国家专项计划”中，因考生分数过低，连续三次退档了一名符合条件的考生。该事件引发了广泛争议。媒体报道称，尽管符合“国家专项计划”的要求，但由于其成绩较低，北大认为其可能无法完成学业，从而作出退档决定。北大树洞上，关于该事件的讨论迅速升温，许多北大学生在树洞中公开表达了对被退档考生的鄙视与不屑。部分学生认为，该考生成绩远低于北大通常录取分数线，但仍然符合学校的录取标准，对自己极不公平，支持学校退档，甚至发表对该生的恶意评论，引起社会舆论广泛争议。
2025年，乒乓球运动员、奥运冠军王楚钦被以考研成绩第一名拟录取为北京大学硕士生，在北大树洞激起讨论，许多学生质疑成绩的真实性和录取程序的合规性，引起部分网络舆论赞同。
2022年7月，北大药学院一名学生通过P大树洞发帖，举报其导师洪森炼涉嫌性骚扰。该事件在校园内外引发广泛关注，医学部随即成立专项调查组，并配合警方调查。事件凸显了树洞平台在高校违法违纪问题中的公共监督作用。